# Bodrog

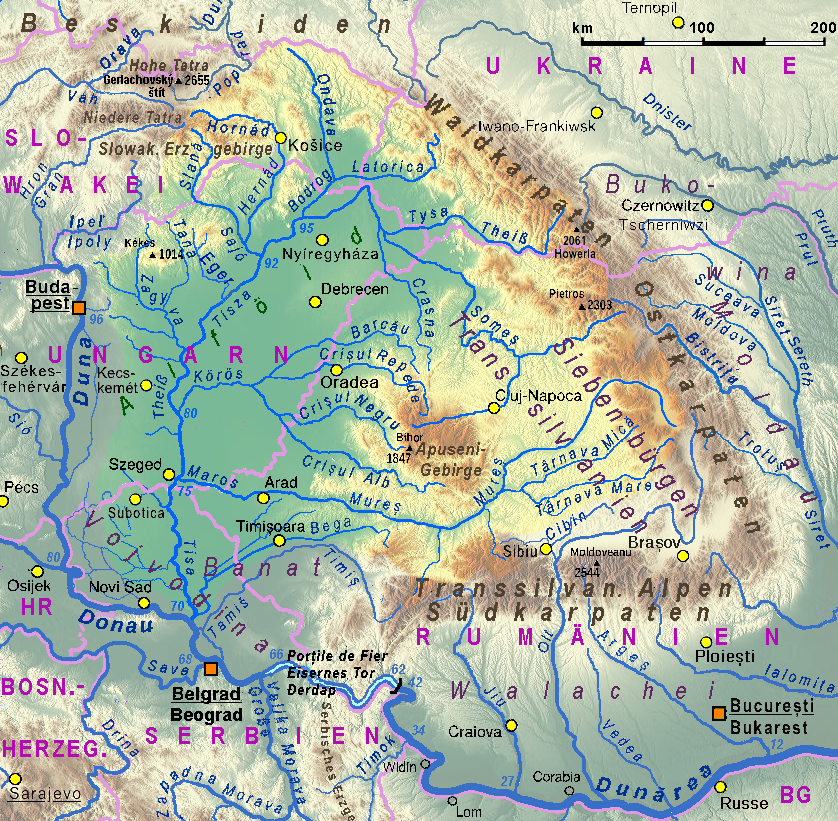
Der Fluss Bodrog im Einzugsgebiet der Theiß

Bodrog (slowakisch früher auch Bodrok) ist einer der drei Hauptflüsse in der Ostslowakei und in Nordostungarn sowie ein Zufluss der Theiß.

## Flusslauf
Er entwässert den Zentralteil der Ostslowakischen Tieflandes nach Süden in Richtung Ungarn und in die Theiß. Er entsteht aus der Vereinigung der Latorica (links) mit der aus der Gegend von Košice kommenden Ondava (rechts) und hat ab dort (nahe der slowakisch-ungarischen Grenze) eine Länge von über 100 km. Wegen der zahlreichen Mäander, die für die meisten Tiefebenen typisch sind, wirkt der Flussverlauf aber kürzer – denn nur 40 km jenseits der ungarischen Grenze mündet er bei Tokaj in die Theiß. Von deren riesigem Einzugsgebiet, das mit 158.200 km² fast der doppelten Fläche Ungarns entspricht, entfällt auf den Bodrog samt allen seinen Zuflüssen knapp ein Zehntel.
Demgegenüber hat der Hornád, der slowakische Strom am Westrand des Tieflands, einen völlig anderen Charakter, da er von Bergen und Hügelland flankiert wird (siehe auch Sajó). Wo er seine Wässer in die Theiß ergießt – unweit von Miskolc – kann morphologisch der Übergang von der Großen Ungarischen Tiefenene in ihre ostslowakische Fortsetzung angesetzt werden.

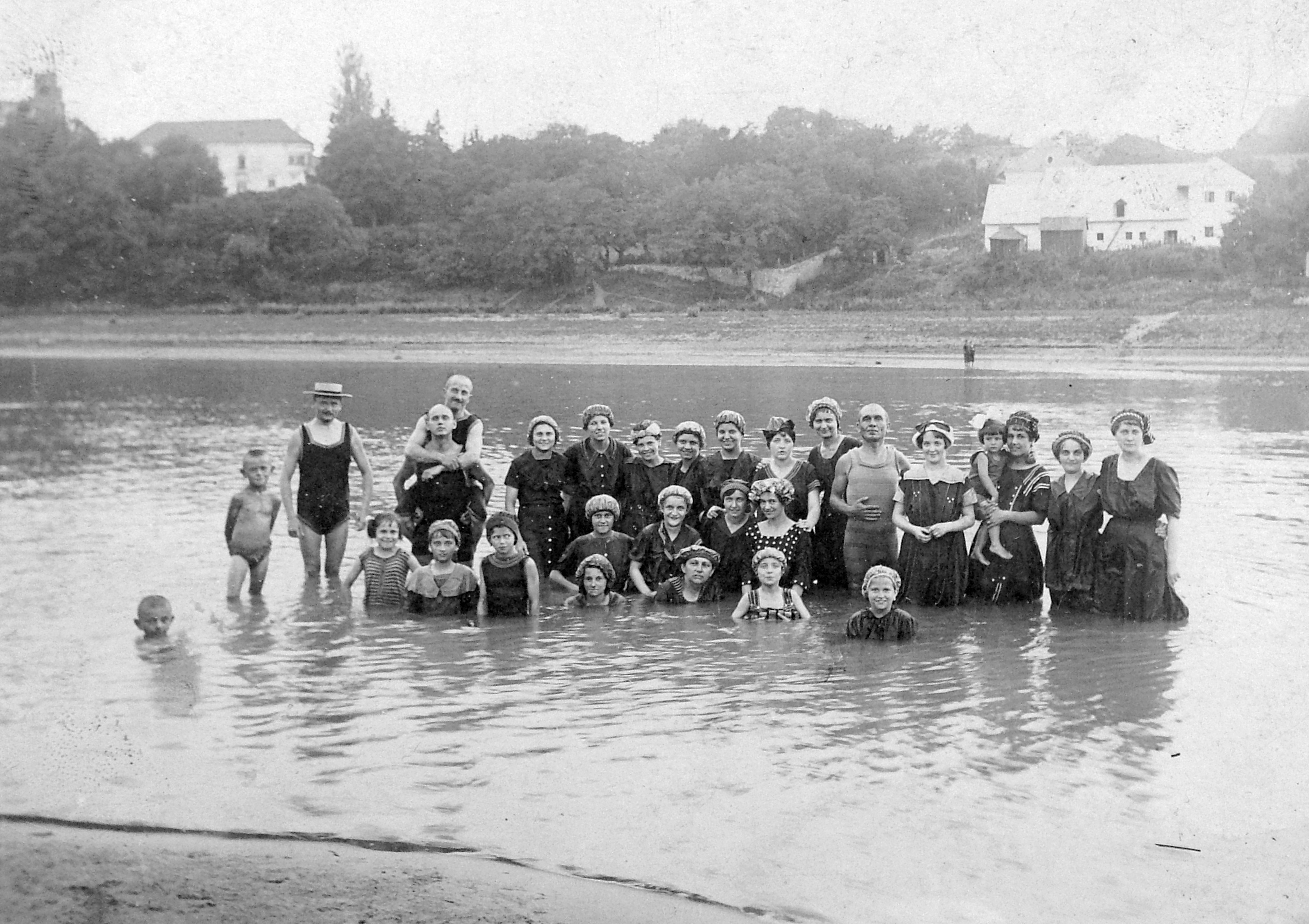
Badende im Fluss Bodrog (1922)
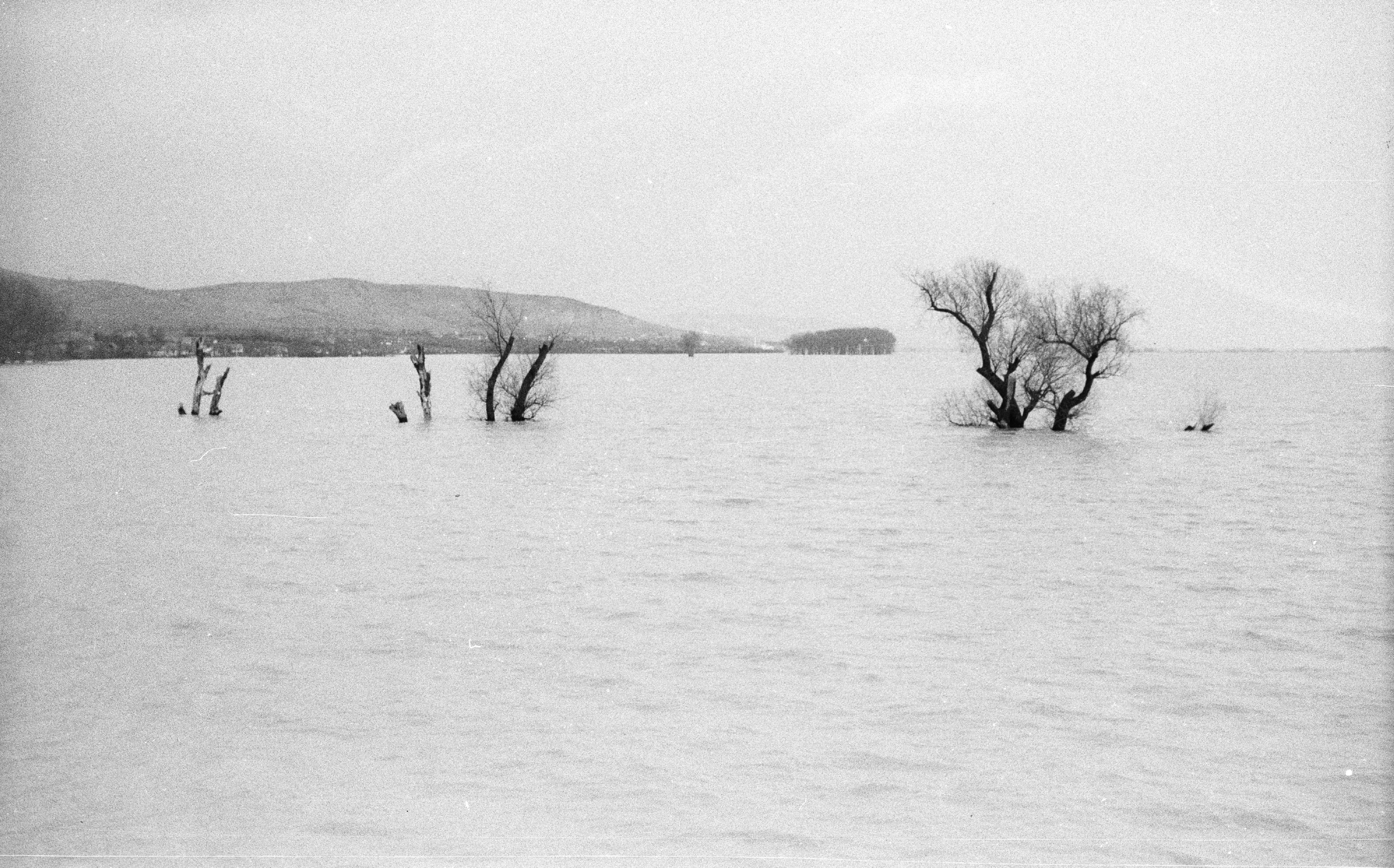
Hochwasser des Flusses bei Bodrogkeresztúr (1964)
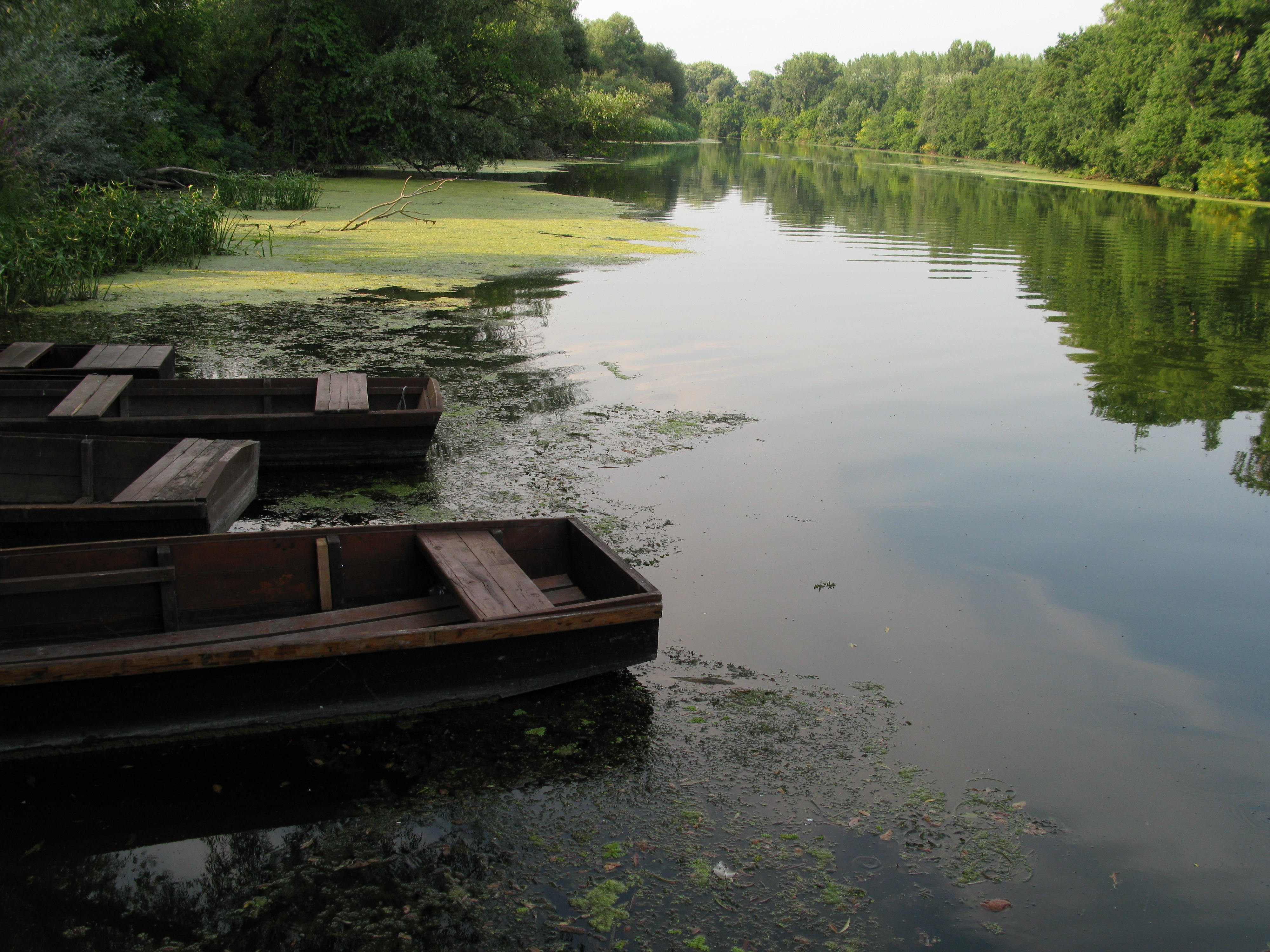
Der Fluss in der Nähe von Bodrogkeresztúr